# Maaltebruggekasteelkapel

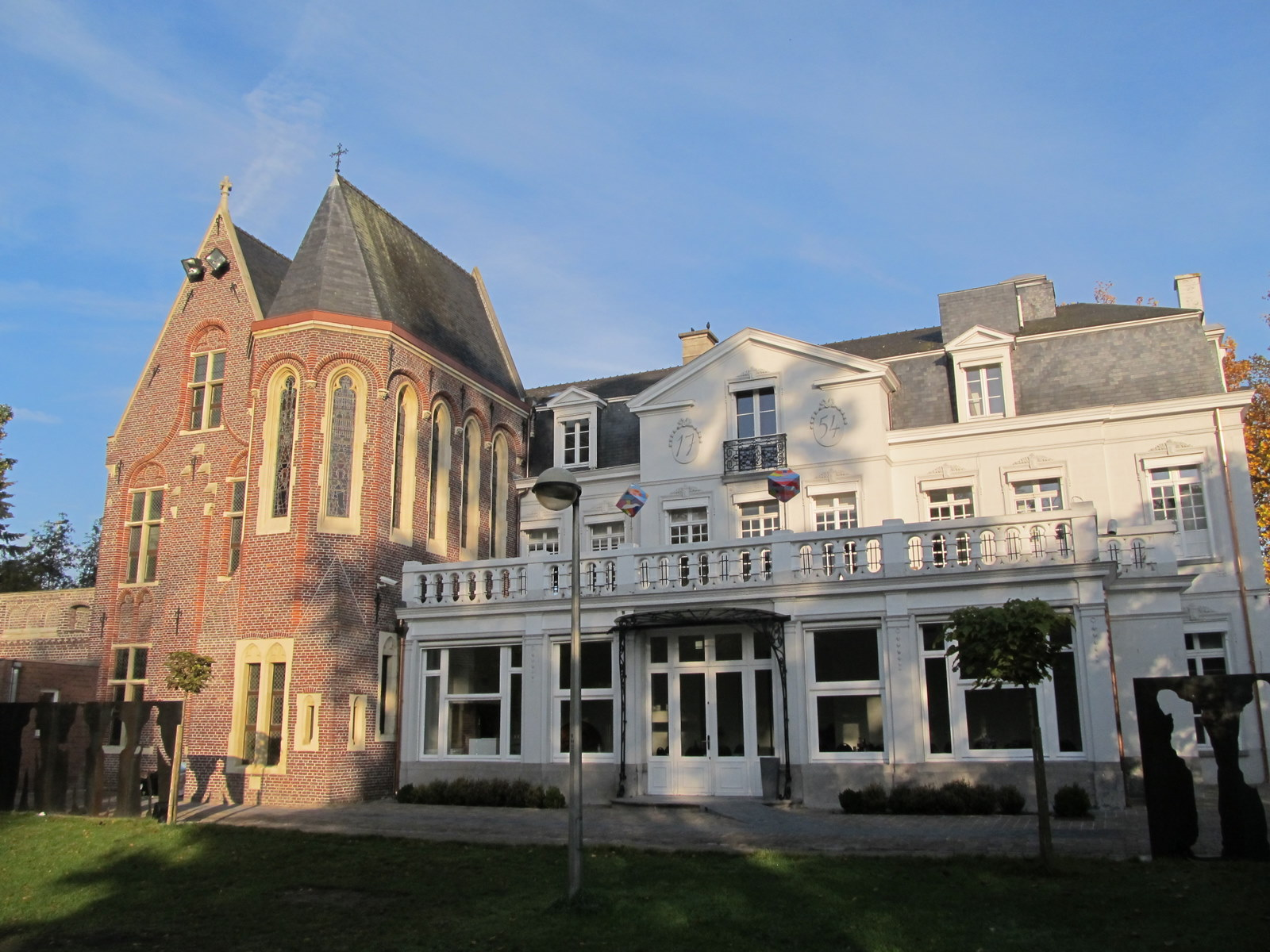
Het Maaltebruggekasteel langs de parkzijde met links de kapel

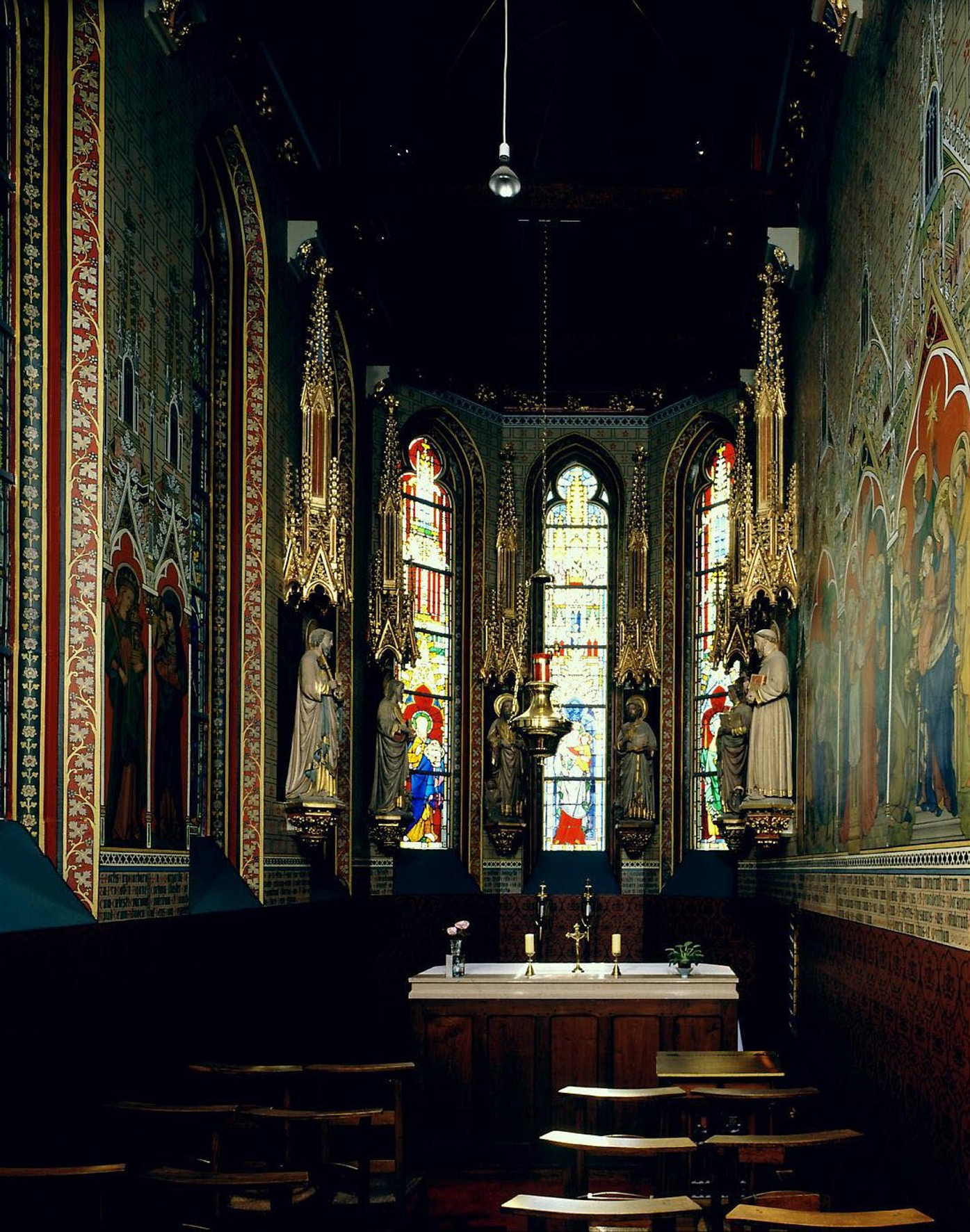
Interieur van de Maaltebruggekasteelkapel

De Maaltebruggekasteelkapel is een kapel in de Belgische stad Gent. De kapel maakt deel uit van het Maaltebruggekasteel in het Maaltebruggepark aan de Gentse stadsrand. Het kasteel dateert vermoedelijk uit 1754 en werd in het begin van de 19e eeuw Château Maaltebrugge genoemd. 
Het was het buitenverblijf voor de familie de Hemptinne in de zomermaanden. Het kasteel zelf is gebouwd in classicistische stijl, maar de aangrenzende kapel is neogotisch. De muurschilderingen zijn van de hand van Jean-Baptiste Bethune.
Nadat Charles de Hemptinne als laatste eigenaar in 1940 het kasteel voorgoed verliet, werd het kasteel en het aanpalende park in 1955 door de Stad Gent aangekocht.